# 麻生よう子
麻生 よう子（あそう ようこ、1955年12月3日 - ）は、日本の歌手。

## 経歴
大阪府吹田市出身。大阪成蹊女子高等学校1年生の秋、歌手になる事を目指し自ら退学届を提出し上京。上京と同時に歌のレッスンを始め、そこでCBS・ソニー（現：ソニー・ミュージックレーベルズ）のディレクターに見出されてデビューのきっかけを得る。
芸名はデビューに合わせて全国から公募するも、その中に気に入った名前が無かった。そんな時に「麻生」という名前のCBS・ソニーの女子社員を思い付き、「自分から見た彼女の第一印象とデビュー曲（逃避行）のイメージとがぴったりだった」ということで麻生の名を芸名としてもらうことにしたという。なお、「よう子」は本名である。
1974年にデビュー曲『逃避行』がロング・ヒットし、その歌唱力が評価されて同年の第16回日本レコード大賞最優秀新人賞を受賞した。
1979年には、グロリア・ゲイナーのカバー曲「恋のサバイバル2」がスマッシュ・ヒット、布施明の「恋のサバイバル -I WILL SURVIVE-」と競作曲になり話題となった。
1991年6月にはCDアルバム『ジャスト・ワン・モア・タイム』を出す。結婚後は引退し、郷里の吹田市に居住しているという。
2002年2月にはベストアルバム『DREAM PRICE 1000 / 麻生よう子 逃避行』、また2007年12月には『エッセンシャル・ベスト 麻生よう子』が発売された。

## ディスコグラフィ

### シングル
- 1〜7：Epic（現：ソニー・ミュージックレーベルス）、8〜11：CBS・ソニー（現：ソニー・ミュージックレーベルズ）、12〜18：ポリドール（現：ユニバーサル ミュージック ジャパン）、19・20：ミノルフォン（現：徳間ジャパンコミュニケーションズ）、21〜23：キングレコード、
24：ファンハウス（現：ソニー・ミュージックレーベルス）、25・26：ビクター音楽産業→ビクターエンタテインメント（現：JVCケンウッド・ビクターエンタテインメント）。

| #  | 発売日          | A/B面 | タイトル                                | 作詞          | 作曲                  | 編曲         | 規格品番   |
| -- | --------------- | ----- | --------------------------------------- | ------------- | --------------------- | ------------ | ---------- |
| 1  | 1974年 2月21日  | A面   | 逃避行                                  | 千家和也      | 都倉俊一              | 馬飼野俊一   | ECLB-5     |
| 1  | 1974年 2月21日  | B面   | 泪は紅い                                | 千家和也      | 都倉俊一              | 馬飼野俊一   | ECLB-5     |
| 2  | 1974年 8月21日  | A面   | 午前零時の鐘                            | 千家和也      | 都倉俊一              | 田辺信一     | ECLB-12    |
| 2  | 1974年 8月21日  | B面   | あの人らしい                            | 千家和也      | 都倉俊一              | 東海林修     | ECLB-12    |
| 3  | 1975年 2月5日   | A面   | 片隅のふたり                            | 千家和也      | 川口真                | 川口真       | ECLB-16    |
| 3  | 1975年 2月5日   | B面   | これから私は                            | 千家和也      | 川口真                | 川口真       | ECLB-16    |
| 4  | 1975年 3月21日  | A面   | 愛は手さぐり                            | 武田叡子      | 笠井幹男              | 森岡賢一郎   | ECLB-20    |
| 4  | 1975年 3月21日  | B面   | 潮どき                                  | 岡田冨美子    | 高田弘                | 高田弘       | ECLB-20    |
| 5  | 1975年 8月21日  | A面   | 霧笛                                    | 岡田冨美子    | 佐藤健                | あかのたちお | ECLB-26    |
| 5  | 1975年 8月21日  | B面   | 雨あがりの別れ                          | 岡田冨美子    | 森晃                  | あかのたちお | ECLB-26    |
| 6  | 1975年 12月21日 | A面   | 愛は惜しみなく                          | 藤公之介      | 三木たかし            | 萩田光雄     | ECLB-30    |
| 6  | 1975年 12月21日 | B面   | 渡り鳥のように                          | 藤公之介      | 三木たかし            | 三木たかし   | ECLB-30    |
| 7  | 1976年 3月1日   | A面   | 人は旅人                                | 中里綴        | 川口真                | 川口真       | ECLB-32    |
| 7  | 1976年 3月1日   | B面   | 雲の流れのように                        | 千家和也      | 川口真                | 川口真       | ECLB-32    |
| 8  | 1976年 6月21日  | A面   | 話相手                                  | 中里綴        | 川口真                | 川口真       | 06SH-16    |
| 8  | 1976年 6月21日  | B面   | 夕風                                    | 中里綴        | 川口真                | 川口真       | 06SH-16    |
| 9  | 1977年 2月      | A面   | 雪どけ                                  | 橋本淳        | 川口真                | 川口真       | 06SH-111   |
| 9  | 1977年 2月      | B面   | あなたへ                                | 中野ただし    | 大島四郎              | 高田弘       | 06SH-111   |
| 10 | 1977年 8月      | A面   | 102号室                                 | 喜多條忠      | 森雪之丞              | 馬飼野康二   | 06SH-189   |
| 10 | 1977年 8月      | B面   | 風車のように                            | 林春生        | 鈴木邦彦              | 馬飼野康二   | 06SH-189   |
| 11 | 1978年 2月      | A面   | 愛の音                                  | 岩谷時子      | 三木たかし            | 青木望       | 06SH-258   |
| 11 | 1978年 2月      | B面   | 青いページ                              | 岩谷時子      | 三木たかし            | 青木望       | 06SH-258   |
| 12 | 1979年 1月      | A面   | B1パブ                                  | 藤公之介      | 木森敏之              | 木森敏之     | DR-6279    |
| 12 | 1979年 1月      | B面   | 涙のかわくまで                          | 塚田茂        | 宮川泰                | 木森敏之     | DR-6279    |
| 13 | 1979年 5月      | A面   | 恋のサバイバル2                         | 藤公之介      | F.Perren              | 木森敏之     | DR-6306    |
| 13 | 1979年 5月      | B面   | 恋のサバイバル1                         | 藤公之介      | F.Perren              | 木森敏之     | DR-6306    |
| 14 | 1979年 10月     | A面   | 恋のナイトライフ                        | さいとう大三  | A.Bridges S.Hutcheson | 木森敏之     | DR-6359    |
| 14 | 1979年 10月     | B面   | あきらめ二重唱                          | ちあき哲也    | 杉本真人              | 若草恵       | DR-6359    |
| 15 | 1980年 4月      | A面   | マイタイムトラベル                      | ゆう三郎      | 浦田博信              | 井上鑑       | DR-6399    |
| 15 | 1980年 4月      | B面   | MY TIME TRAVEL                          | 堀田郁        | 浦田博信              | 中川昌       | DR-6399    |
| 16 | 1980年 9月      | A面   | ワン・レイニー・ナイト イン・トーキョー | 鈴木道明      | 鈴木道明              | 前田憲男     | 7DX-1013   |
| 16 | 1980年 9月      | B面   | 赤坂の夜は更けて                        | 鈴木道明      | 鈴木道明              | 前田憲男     | 7DX-1013   |
| 17 | 1981年 4月      | A面   | 旅立つ朝                                | 藤公之介      | 馬飼野康二            | 馬飼野康二   | 7DX-1053   |
| 17 | 1981年 4月      | B面   | ラッキージョーカー                      | 藤公之介      | 馬飼野康二            | 馬飼野康二   | 7DX-1053   |
| 18 | 1981年 9月      | A面   | とわずがたり                            | 藤公之介      | 馬飼野康二            | 馬飼野康二   | 7DX-1124   |
| 18 | 1981年 9月      | B面   | あんたとあたし                          | 藤公之介      | 馬飼野康二            | 馬飼野康二   | 7DX-1124   |
| 19 | 1982年 10月     | A面   | Rock'n' Roll ララバイ                   | 橋本淳        | 三木たかし            | 戸塚修       | KA-2069    |
| 19 | 1982年 10月     | B面   | 小さな酒場                              | 橋本淳        | 三木たかし            | 戸塚修       | KA-2069    |
| 20 | 1983年 7月      | A面   | 青春の宴                                | 藤公之介      | 大塚博堂              | 竜崎孝路     | KA-2100    |
| 20 | 1983年 7月      | B面   | 人を愛したら                            | 藤公之介      | 大塚博堂              | 竜崎孝路     | KA-2100    |
| 21 | 1984年 10月21日 | A面   | 涙の河                                  | 橋本淳        | 中村泰士              | 桜庭伸幸     | K07S-646   |
| 21 | 1984年 10月21日 | B面   | (カラオケ)                              | -             | 中村泰士              | 桜庭伸幸     | K07S-646   |
| 22 | 1985年 6月5日   | A面   | アンタ                                  | 中山丈二 刹那 | 堀江童子              | 川口真       | K07S-10007 |
| 22 | 1985年 6月5日   | B面   | からたちの花                            | 流れ星犬太郎  | 井上陽水              | 川口真       | K07S-10007 |
| 23 | 1986年 6月21日  | A面   | 今夜だけ恋人                            | 遠藤幸三      | J.J.Debout            | 矢野立美     | K07S-10107 |
| 23 | 1986年 6月21日  | B面   | 潮騒ホテルから                          | 細田博子      | Michel N              | 矢野立美     | K07S-10107 |
| 24 | 1988年 7月1日   | 01    | 魔女                                    | 角木優子      | 三木たかし            | 鷺巣詩郎     | 10FD-5023  |
| 24 | 1988年 7月1日   | 02    | 予感                                    | 角木優子      | 三木たかし            | 鷺巣詩郎     | 10FD-5023  |
| 25 | 1992年 10月7日  | 01    | 心をあげたい                            | 及川眠子      | 上田知華              | 芳野藤丸     | VIDL-10272 |
| 25 | 1992年 10月7日  | 02    | Just One More Time                      | SHIKAMON      | SHIKAMON              | 岩本正樹     | VIDL-10272 |
| 26 | 1993年 11月3日  | 01    | モーメント                              | SHIKAMON      | SHIKAMON              | 岩本正樹     | VIDL-10462 |
| 26 | 1993年 11月3日  | 02    | ムーンライト・セレナーデ                | SHIKAMON      | SHIKAMON              | 岩本正樹     | VIDL-10462 |

### アルバム

#### オリジナル・アルバム
- 1st〜4th：Epic、5th：CBS・ソニー、6th〜8th：ポリドール、9th：ミノルフォン、10th：ビクター。

#### ベスト・アルバム
| 発売日         | タイトル                           | 規格品番  |
| -------------- | ---------------------------------- | --------- |
| 2002年2月20日  | DREAM PRICE 1000 麻生よう子 逃避行 | MHCL-69   |
| 2007年12月19日 | エッセンシャル・ベスト 麻生よう子  | MHCL-1255 |

### タイアップ曲
| 年     | 楽曲         | タイアップ                                        |
| ------ | ------------ | ------------------------------------------------- |
| 1976年 | 人は旅人     | TBS系ドラマ「事件ファイル110 甘ったれるな」主題歌 |
| 1992年 | 心をあげたい | フジテレビ系ドラマ「泣きっ面に姑III」主題歌       |
| 1993年 | モーメント   | 全酪連「北海道ヨーグルト」CMソング                |

## 出演作品

### テレビドラマ
- 新・名犬ラッシー（1975年1月〜翌年3月、フジテレビ系列）フィンガー5の代役としてオープニング曲、及びエンディング曲を担当。（未発売）
- 事件ファイル110 甘ったれるな 第8話「女子高生・愛と憎しみと」（1976年、TBS / 松竹）
- 破れ傘刀舟 悪人狩り 第121話「唐絹は死の匂い」（1977年、NET / 三船プロ） - お志乃

## 著書
- よう子の3分間ヨーガ - 美しくやせて健康な心と体をつくる本（1978年5月、池田書店）ISBN 4262119017
- よう子の美しくやせるヨーガ（1979年8月、池田書店）ISBN 4262119025
- 麻生よう子のジョイフルヨーガ 楽しみながら美しくやせられるダイエット（1992年2月、学研）ISBN 4051057992